# タイラー・スミス (アメリカンフットボール)
タイラー・スミス（Tyler Smith, 2001年4月3日 - ）は、アメリカ合衆国テキサス州フォートワース出身のプロアメリカンフットボール選手。NFLのダラス・カウボーイズに所属している。ポジションはガード。

## 経歴

### カレッジ
タルサ大学では1年目の2019年シーズン、4試合に出場した。
2020年シーズンはレフトタックルとして9試合に先発出場し、オールAACファーストチームに選出された。
2021年シーズンは12試合に出場し、オールAACセカンドチームに選出された。シーズン終了後、2022年のNFLドラフトにアーリーエントリーした。

### ダラス・カウボーイズ
| 身長                                | 体重            | 腕 の 長 さ   | 手 の 大 き さ    | 40Yrd ダ ッ シ ュ | 10Yrd ス プ リ ッ ト | 20Yrd ス プ リ ッ ト | 20Yrd シ ャ ト ル | 3 コ 丨 ン ド リ ル | 垂 直 跳 び     | 立 ち 幅 跳 び     | ベ ン チ プ レ ス |
| ----------------------------------- | --------------- | ------------- | ----------------- | ----------------- | -------------------- | -------------------- | ----------------- | ------------------- | --------------- | ------------------ | ----------------- |
| 6 ft 4+5⁄8 in (195 cm)              | 324 lb (147 kg) | 34 in (86 cm) | 10+3⁄4 in (27 cm) | 5.02 s            | 1.70 s               | 2.89 s               | 4.65 s            | 7.78 s              | 27.5 in (70 cm) | 8 ft 9 in (2.67 m) | 25 回             |
| All values from NFL Combine/Pro Day |                 |               |                   |                   |                      |                      |                   |                     |                 |                    |                   |

2022年のNFLドラフトにて全体24位でダラス・カウボーイズから指名され、その後ルーキー契約を結んだ。
2022年シーズンは17試合に出場し、オールルーキーチームに選出された。
2023年シーズンは14試合に出場し、オールプロセカンドチームに選出された。また、怪我のため欠場するザック・マーティンの代理として初のプロボウルに選出された。
2024年シーズンは16試合に出場し、2年連続のプロボウルに選出された。
2025年4月27日、チームから5年目の契約オプションを行使された。